# Ami'oz
Ami'oz (hébreu : עַמִּיעוֹז) est un moshav du sud d'Israël situé dans la zone Hevel Eshkol dans le nord-ouest du Néguev, près de la bande de Gaza. Il est rattaché au conseil régional d'Eshkol et compte 217 habitants en 2017.

## Historique
Le moshav est fondé en 1956 par des immigrés et réfugiés juifs venus d'Égypte et de Roumanie. Il est nommé en reconnaissance de la force (hébreu : עוז, Oz) dont ont fait preuve les soldats israéliens durant la crise de Suez.
Toutefois, le moshav ne rencontre pas le succès ; toutes les familles partent, sauf quatre. Au début des années 1960, quelques Juifs Vizhnitz (en) tentent de s'installer à Ami'oz, mais repartent rapidement. La communauté se pérennise en 1962 avec l'arrivée d'immigrés marocains qui s'installent dans le moshav avec l'aide de l'Agence juive.